# Issara Kachaiwong
Issara Kachaiwong (ur. 23 sierpnia 1985 w Chanthaburi, Tajlandia) – tajski snookerzysta.

## Kariera amatorska
W 2006 roku po raz pierwszy zwyciężył w ACBS Asian Championship. Drugi raz ta sztuka udała mu się w 2010 roku, kiedy to pokonał Pakistańczyka Mohammada Sajjada 7–3.

## Kariera zawodowa
Issara Kachaiwong w gronie profesjonalistów grywa od 2006 roku. Do grona najlepszych wszedł dzięki wygranej w Mistrzostwach Azji w 2006 roku. W tym sezonie zagrał w fazie zasadniczej turnieju Grand Prix 2006. W kwalifikacjach do tego turnieju rozegrał 7 pojedynków z których w 6 zwyciężył (przegrał jedynie z Ricky Waldenem). Później, w fazie zasadniczej, mimo iż wygrał 4 z 5 pojedynków (przegrał tylko z Johnem Higginsem) podobnie jak Higgins i McManus, jednak z powodu gorszego bilansu frame’ów nie dostał się do kolejnego etapu. Nie zdołał się także utrzymać w Main Tourze w kolejnym sezonie.
Po raz drugi do grona profesjonalistów dostał się w sezonie 2010/2011 dzięki drugiemu zwycięstwu w Mistrzostwach Azji w 2010 roku.

## Statystyka zwycięstw

### Amatorskie
- ACBS Asian Championship, 2006, 2010